# Zagrič
Zagrič este o localitate din comuna Šmartno pri Litiji, Slovenia, cu o populație de 12 locuitori.